# Resolutie 300 Veiligheidsraad Verenigde Naties
Resolutie 300 van de Veiligheidsraad van de Verenigde Naties werd op 12 oktober 1971 met unanimiteit van stemmen aangenomen door de VN-Veiligheidsraad.

## Achtergrond
Al in 1968 was het mandaat van Zuid-Afrika over Namibië beëindigd, maar het eerstgenoemde land weigerde het gebied op te geven. De blijvende aanwezigheid werd in resolutie 310 veroordeeld als een illegale bezetting, en er werd een wapenembargo ingesteld middels resolutie 418. De landen die aan Namibië grensden en de Namibische onafhankelijkheidsbewegingen steunden werden door Zuid-Afrika geïntimideerd met aanvallen.

## Inhoud
De Veiligheidsraad:
- Heeft de brief van de permanente vertegenwoordiger van Zambia en die van 47 lidstaten ontvangen.
- Neemt akte van de verklaring van de permanente vertegenwoordiger van Zambia over de schending van de Zambiaanse soevereiniteit, luchtruim en territoriale integriteit door Zuid-Afrika.
- Neemt akte van de verklaring van de Zuid-Afrikaanse Minister van Buitenlandse Zaken.
- Denkt eraan dat geen enkele lidstaat bedreiging of geweld mag gebruiken tegen de territoriale integriteit en politieke onafhankelijkheid van enig land.
- Is zich bewust van zijn verantwoordelijkheid om maatregelen te nemen die bedreigingen van de vrede en veiligheid tegengaan.
- Is bezorgd om de situatie aan de grenzen van Zambia en Namibië nabij de Caprivistrook.

1. Herhaalt dat de schending van de soevereiniteit en territoriale integriteit van een lidstaat tegen het Handvest van de Verenigde Naties is.
2. Roept Zuid-Afrika op om de soevereiniteit en territoriale integriteit van Zambia volledig te respecteren.
3. Verklaart de situatie verder te zullen bekijken, overeenkomstig de relevante bepalingen van het Handvest, als Zuid-Afrika de soevereiniteit en territoriale integriteit nog schendt.

## Verwante resoluties
- Resolutie 283 Veiligheidsraad Verenigde Naties
- Resolutie 284 Veiligheidsraad Verenigde Naties
- Resolutie 301 Veiligheidsraad Verenigde Naties
- Resolutie 309 Veiligheidsraad Verenigde Naties

Lijst ·  292 ·  293 ·  294 ·  295 ·  296 ·  297 ·  298 ·  299 ·  300 ·  301 ·  302 ·  303 ·  304 ·  305 ·  306 ·  307